# Ярощук, Вадим Максимович
Вади́м Макси́мович Ярощу́к (род. 2 апреля 1966, Кривой Рог, Днепропетровская область) — советский пловец, двукратный бронзовый призёр Олимпийских игр. Мастер спорта СССР международного класса.

## Карьера
Первоначально тренировался у украинского тренера Алексея Абрамова, затем — у В. П. Лашко.
На Олимпиаде в Сеуле Ярощук выиграл бронзовую медаль в комплексном плавании на 200 метров, уступив немцу Патрику Кюлю и венгру Тамашу Дарньи. В комбинированной эстафете 4×100 метров Ярощук вместе с Игорем Полянским, Дмитрием Волковым и Геннадием Пригодой завоевал бронзу, уступив командам Канады и США. В плавании на 100 и 200 метров баттерфляем Ярощук занял 8-е и 11-е места соответственно.
На чемпионате мира в 1986 году Вадим Ярощук выиграл серебряную и бронзовую медаль в комплексном плавании на 400 и 200 метров. Также Ярощук является обладателем бронзовой, двух серебряных и золотой медали чемпионата Европы.